# Rush of Fear – Gefährliche Beute
Rush of Fear – Gefährliche Beute (Originaltitel: Rush of Fear) ist ein US-amerikanischer Actionfilm aus dem Jahr 2002. Regie führte Walter Klenhard, der gemeinsam mit Lucian Truscott IV auch das Drehbuch schrieb.

## Handlung
John Gillis, Vin und Carly stehlen dem Unternehmen De Beers einen Diamanten. Carly versteckt den Stein in ihrer Kulturtasche, die sie in einem Mietwagen zurücklässt. Das Auto wird von den Eheleuten Alex und Jack McGuire gemietet, die Urlaub machen.
Jack McGuire wird von den Dieben entführt, die den Diamanten wiederbeschaffen wollen. Alex kämpft gegen die Kidnapper, wobei ihr der Manager eines IT-Unternehmens und Geschäftspartner von Jack McGuire, Sam Bryant, hilft. Währenddessen ist Sheriff Lathrop überzeugt, dass Alex selbst kriminelle Absichten hat und verfolgt sie.
Sam Bryant wird verletzt und in ein Krankenhaus eingeliefert. Carly stirbt im Wasser, in welches auch der Diamant fällt; Alex rettet ihren Mann. Sheriff Lathrop entschuldigt sich bei ihr. Sie verbringt einige Zeit im Krankenhaus und leistet dem genesenden Bryant Gesellschaft.

## Kritiken
Das Lexikon des internationalen Films schrieb, der Film sei ein „handwerklich solider (Fernseh-)Krimi ohne sonderliche Überraschungen“.
Die Zeitschrift prisma bezeichnete den Film als „spannend“. Er biete „actionreiche Einlagen“ und beeindrucke mit der „reizvollen Kulisse der amerikanischen Ostküste“.

## Hintergründe
Der Film wurde in Halifax (Nova Scotia) gedreht. Er wurde in Deutschland im Oktober 2003 direkt auf DVD veröffentlicht.
Im Abspann des Filmes wird als Produktionsort und Datum „USA/Kanada 2002“ genannt und nicht nur „USA“ und „2003“, wie in Filmdatenbanken und Internetforen zu lesen ist.